# 니스에 관하여
니스에 관하여(Nizza, A Propos De Nice)는 프랑스에서 제작된 장 비고 감독의 1930년 다큐멘터리 영화이다.
"니스에 관하여"는 비고 감독의 첫 영화이다. 이후 장 타리스, 물의 왕, 품행제로 (1933년 영화), 라탈랑트 등을 냈다.